# Constantin Speteanu
Constantin Speteanu (n. 8 mai 1911, comuna Armășești, județul Ialomița - d. 31 ianuarie 2008, București) a fost un profesor de canto român, a predat timp de peste 60 de ani Impostația în canto, bazată pe anatomie, fiziologie și gimnastică.

## Biografie
Constantin Speteanu descinde dintr-o familie formată din 11 membri, din părinți moșieri (tatăl - Nicolae Speteanu, din comuna Speteni, județul Ialomița, mama - Maria Speteanu (fostă Chiroiu), născută în loc. Borănești, jud. Ialomița), care au știut să sădească în sufletul copiilor lor cele mai importante virtuți creștine, cu un rol fundamental în formarea și desăvârșirea viitorului om și profesor. Constantin Speteanu a fost membru în Frățiile de Cruce din 1927 iar apoi a fost membru în Mișcarea Legionară.

## Studii
- Școala primară - în Armășești și București.
- 1922-1929 - Liceul Gheorghe Lazăr (bursier).
- La sfârșitul liceului a făcut un curs de pilotaj în urma premiului I obținut la un curs de popularizare a aviației.
- 1930 - s-a înscris la Facultatea de Drept, Universitatea din București. Studiază în același timp Teologia, Filozofia, Literele, Franceza și Italiana, cursurile de Canto și Artă dramatică de la Conservator precum și câteva cursuri de medicină.
- 1936-1940 - Doctorat la Sorbona în Franța.
- 1940 - devine Doctor în Drept.

## Activitate profesională
- Din 1936 profesează ca avocat.
- În 1948 este alungat din barou din motive politice.
- Activitatea muzicală și-a început-o din copilărie, la 4 ani, cântând cu mama sa la strană și cu dascălul bisericii. Mai târziu, la liceu, a fost solist vocal în corul liceului, membru al orchestrei și dirijor al corului la Te Deum-uri.
- A dirijat timp de 54 de ani coruri la mai multe biserici din București, printre care Biserica Sf. Ilie Gorgani, Biserica „Sf. Maria“ din cartierul Pleșoianu (în spatele cimitirului „Sf. Vineri“), Biserica Sf. Nicolae Buzești ș.a., încheindu-și activitatea de dirijor de cor bisericesc la Biserica Sf. Ioan din Piața Unirii.
- Rezultatele obținute în activitatea sa ca instructor al metodei pe care a predat-o au dovedit că maestrul Speteanu deținea o perfectă cunoaștere a aparatului vocal și a întregului corp omenesc, cu funcțiile respective ale fiecărui organ. A îndrumat peste o mie de elevi, în special din rândul preoților și cântăreților bisericești, dar și din rândul cântăreților de operă, îmbunătățind substanțial vocile acestora.

## Activitate politică
- Începând cu anul 1927 a fost membru în Frățiile de Cruce (din timpul liceului), mai târziu făcând parte din „contenciosul legionar“. De asemenea a fost și instructor de cor la mai multe organizații ale Mișcării.
- În 1938 a avut loc prima sa arestare politică, în timpul regimului ,,burghezo-moșieresc'', când a executat șase luni de detenție la Jilava.
- După 1947 (când a început represiunea comunistă) a fost luat în „grija“ securității și arestat în repetate rânduri, fără sentințe, perioade de două-trei luni la intervale de câțiva ani, unde i se aplicau binecunoscutele tratamente „de corecție“.

## Lucrări publicate
- A publicat Impostația în canto, bazată pe anatomie, fiziologie și gimnastică, Editura autorului, București, 1998.